# Poldi Kuhl
Poldi Kuhl (* 1979 in Brandenburg an der Havel) ist eine deutsche Psychologin.

## Leben
Von 1999 bis 2003 studierte sie Psychologie an der FU Berlin (2003: Diplom in Psychologie an der FU Berlin). Von 2004 bis 2006 war sie wissenschaftliche Mitarbeiterin am AB Empirische Erziehungswissenschaft an der FU Berlin. Von 2004 bis 2007 hatte sie ein Fellowship des IMPRS-Graduiertenkollegs LIFE am Max-Planck-Institut für Bildungsforschung (Berlin). Von 2007 bis 2011 war sie wissenschaftliche Mitarbeiterin am Institut für Schulqualität der Länder Berlin und Brandenburg (ISQ) an der FU Berlin. Nach der Promotion 2008 zum Dr. phil. an der FU Berlin war sie 2011 Visiting Scientist am Internet Interdisciplinary Institute (IN3) an der Universitat Oberta de Catalunya. Von 2011 bis 2016 war sie Leiterin des Forschungsdatenzentrums (FDZ) am Institut zur Qualitätsentwicklung im Bildungswesen (IQB) an der Humboldt-Universität. Von 2016 bis 2021 lehrte sie als Juniorprofessorin für Bildungswissenschaft, insbesondere Evaluation und Intervention an der Leuphana Universität (2019: Wiederernennung zur Juniorprofessorin für Bildungswissenschaft aufgrund positiver Zwischenevaluation). Seit 2021 ist sie Professorin für Pädagogische Psychologie an der Universität Lüneburg.